# Acacia bidwillii
Acacia bidwillii är en ärtväxtart som beskrevs av George Bentham. Acacia bidwillii ingår i släktet akacior, och familjen ärtväxter. Inga underarter finns listade i Catalogue of Life.

## Bildgalleri

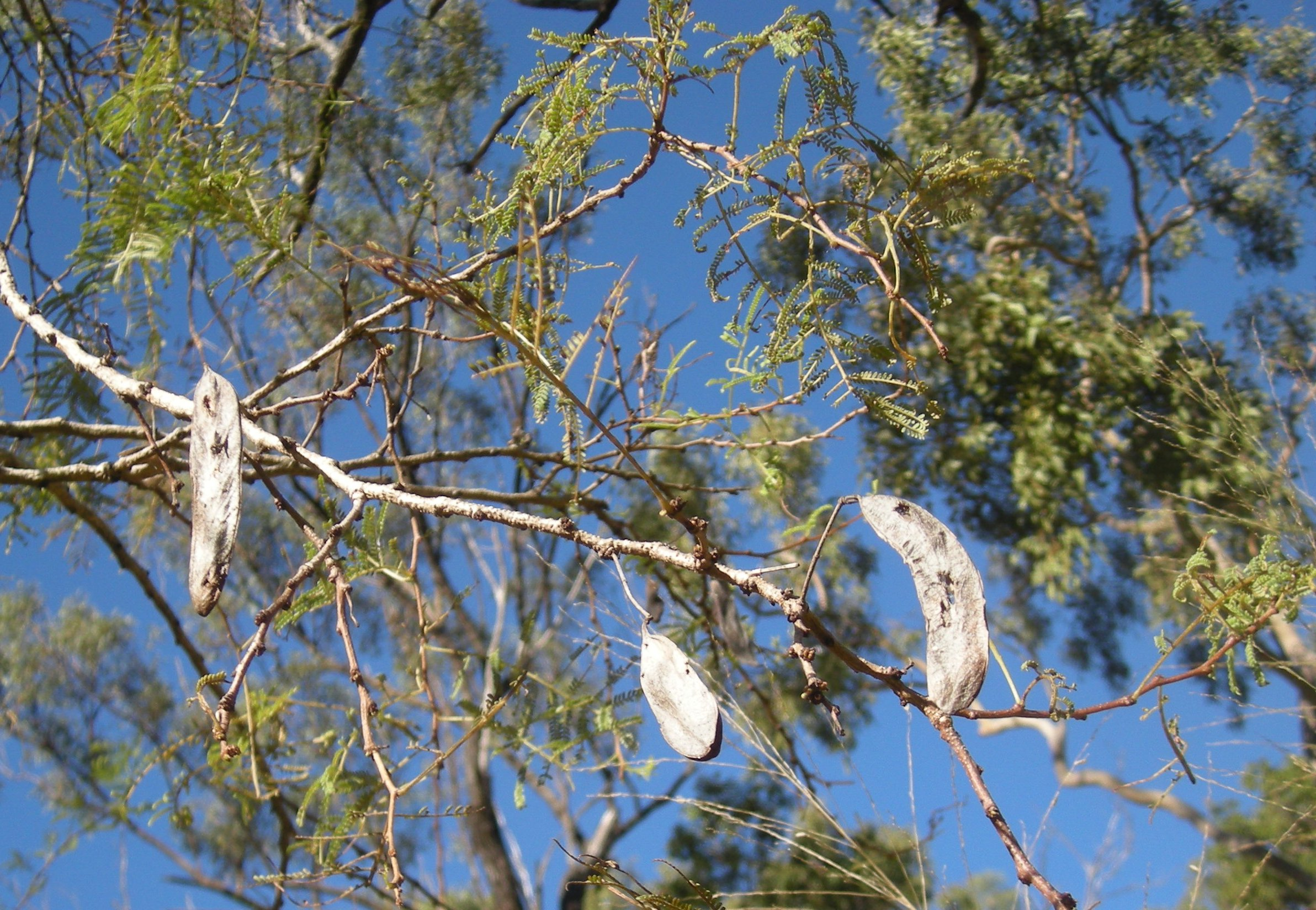
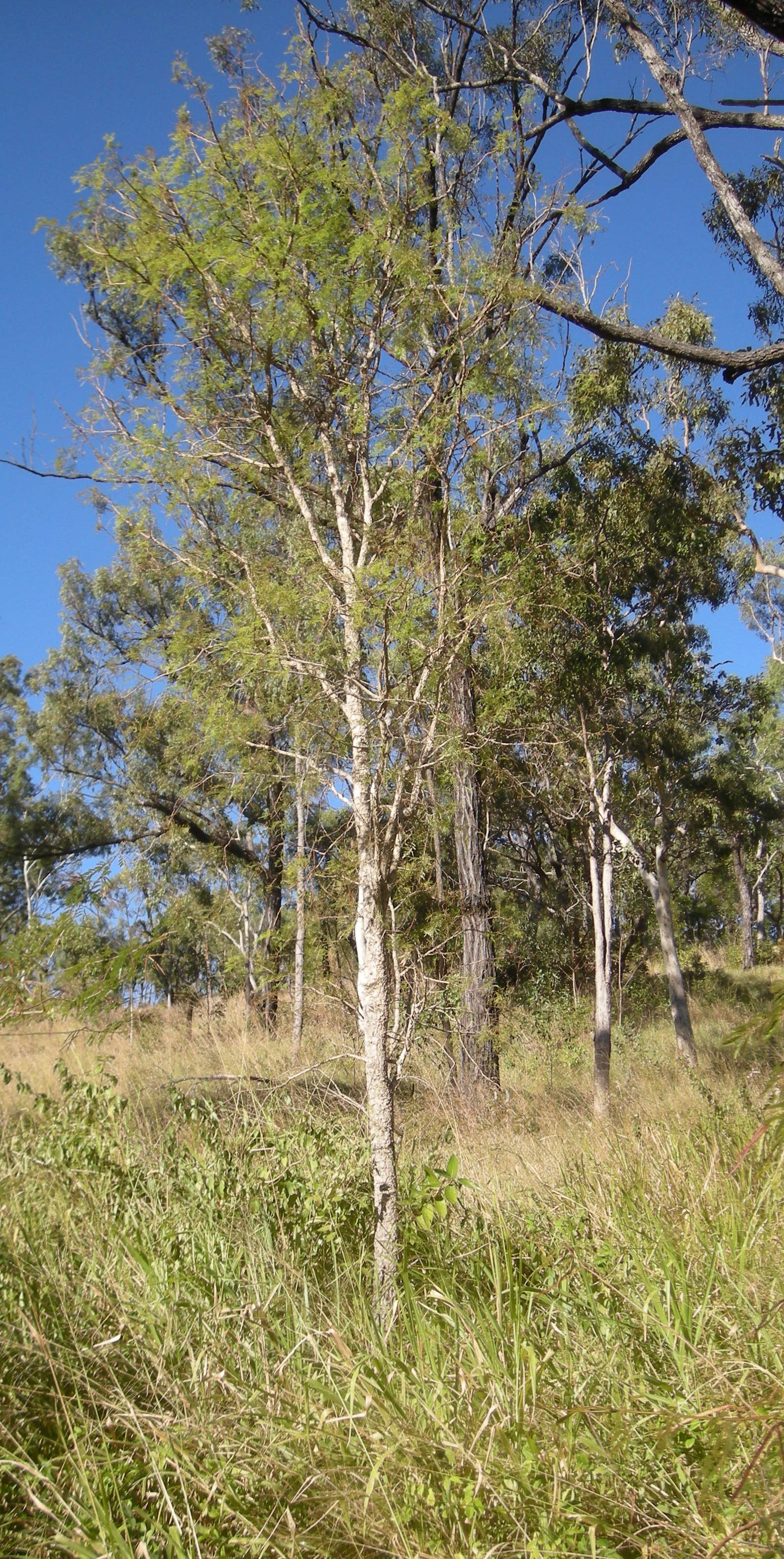
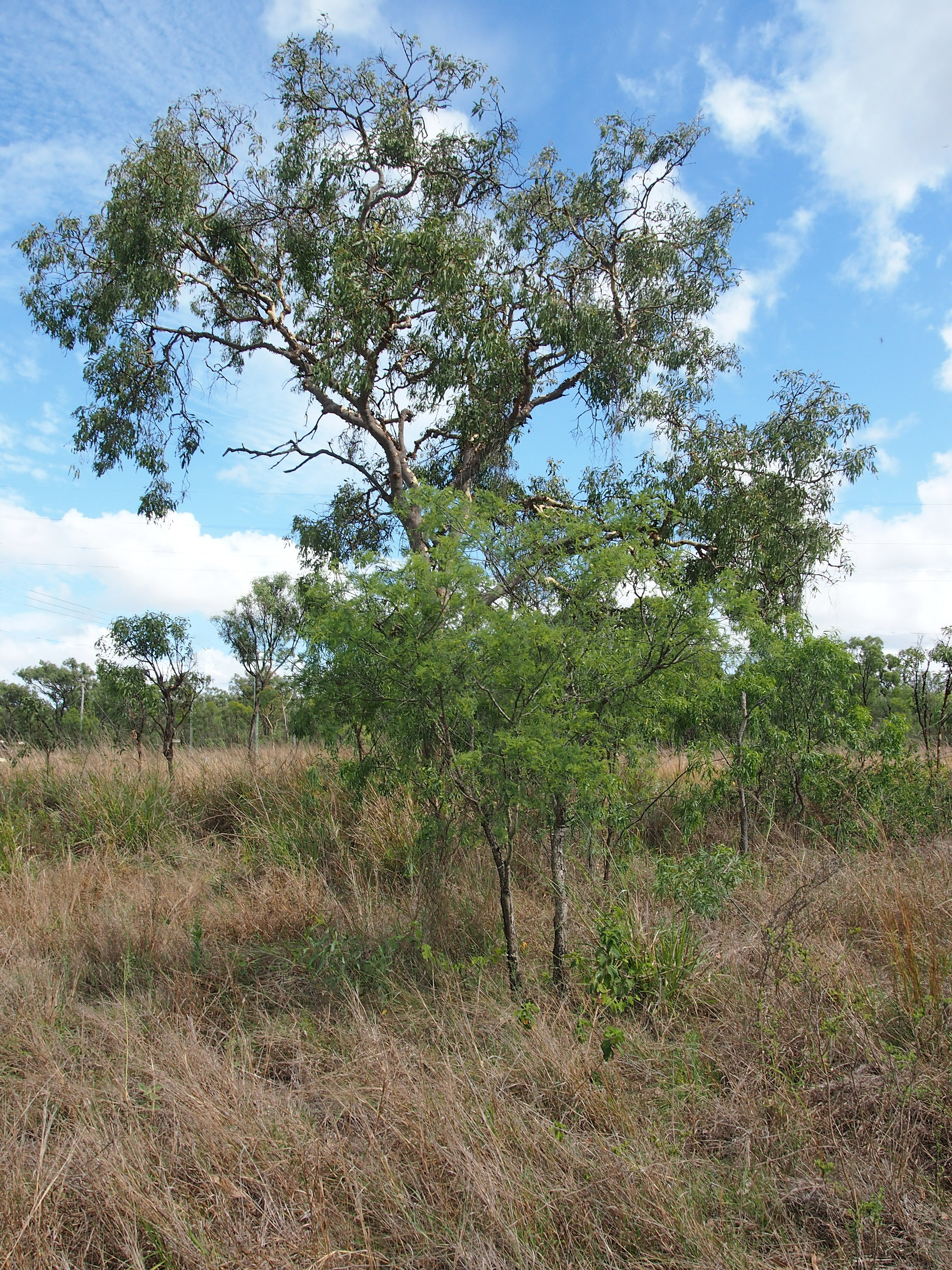
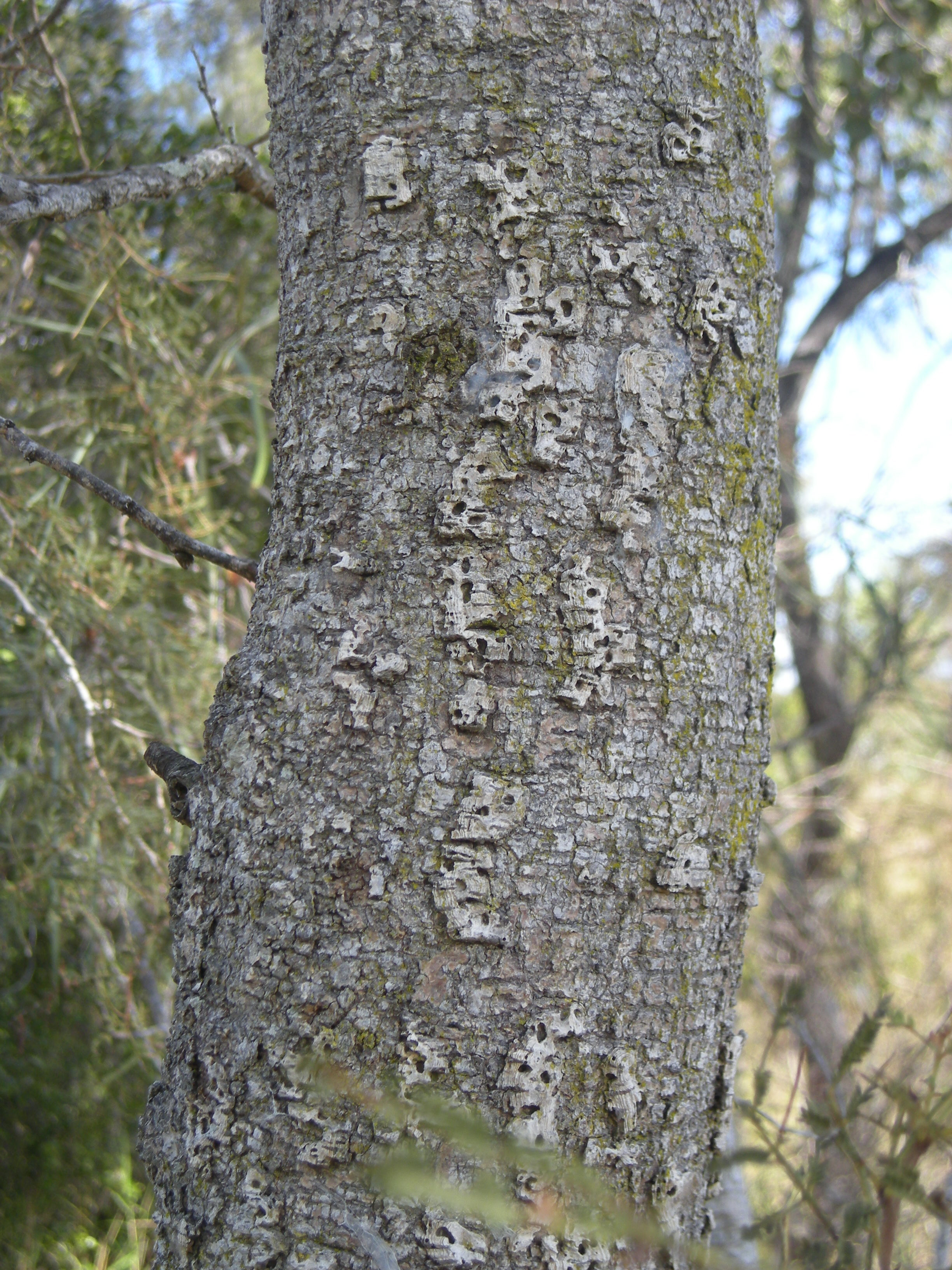